# Mercado de la Merced

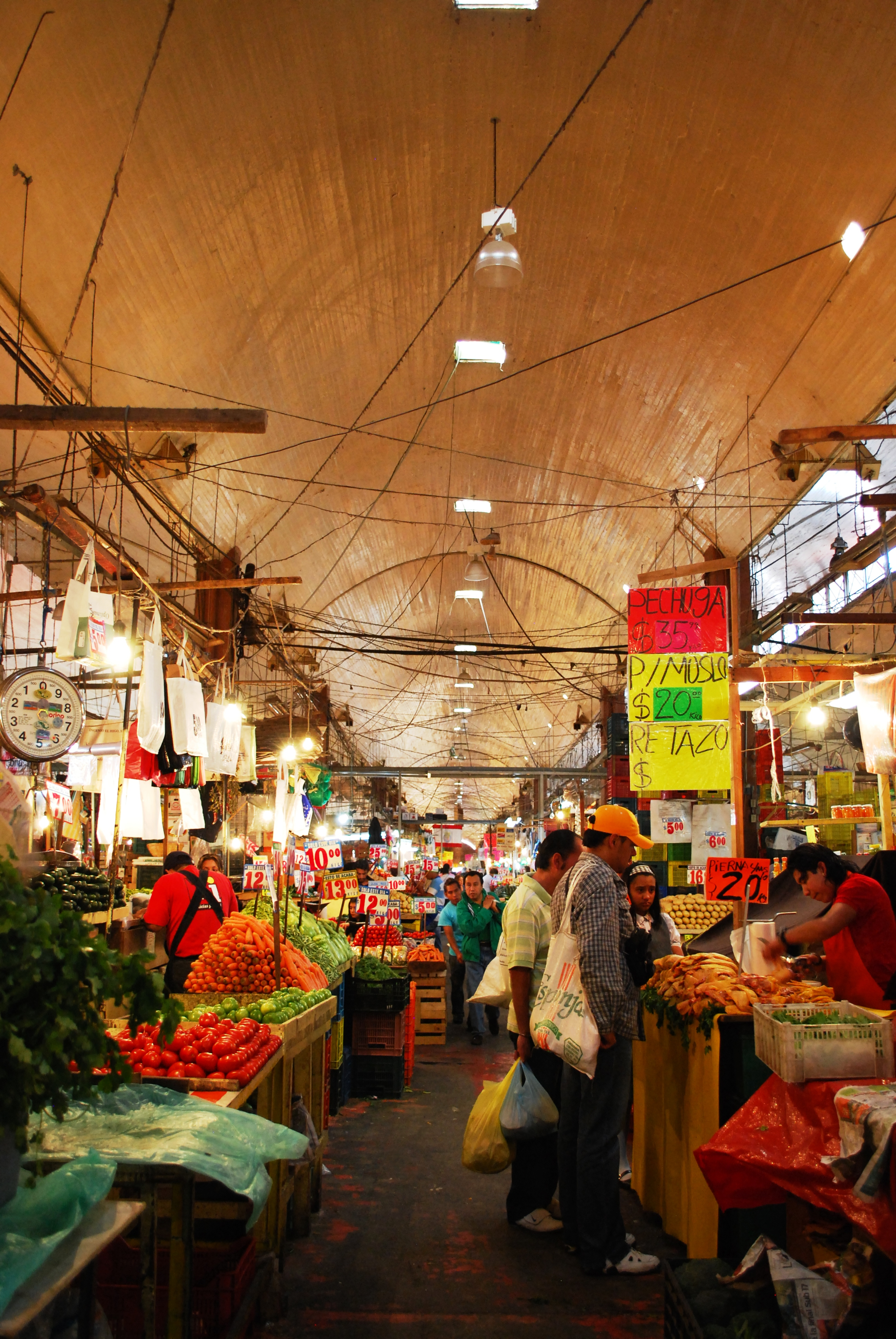
Una sección del mercado de la Merced

El Mercado de la Merced se encuentra en el extremo oriente del Centro Histórico de la Ciudad de México y es el mayor mercado minorista de alimentos tradicionales en toda la ciudad. La zona en que está ubicado, también llamada barrio de la Merced, ha sido sinónimo de actividad comercial desde principios del período de la Colonia, cuando llegaron comerciantes de otras partes de la Nueva España. En una época, casi todo el barrio estaba lleno de puestos de mercado y en la década de 1860 se decidió construir un mercado permanente en los terrenos del antiguo Convento de la Merced. En la primera mitad del siglo XX, este mercado fue el principal mayorista para toda la ciudad. Esto terminó cuando la Central de Abasto fue inaugurada en la década de 1980, pero la Merced sigue siendo el mayor mercado minorista tradicional. El área que rodea el mercado también es conocida por la prostitución flagrante que ocurre a cualquier hora del día y de la noche. Se estima que aproximadamente un tercio de las trabajadoras sexuales son menores de edad. Se puede entrar al mercado a través de la entrada de la estación del metro Merced, de la línea 1 del Metro de la Ciudad de México.

## Ubicación
El mercado de la Merced se encuentra ubicado al este del Zócalo, distribuido en varios edificios, y es el mayor mercado detallista tradicional de la ciudad. La estación del metro "Merced" tiene entradas tanto en las afueras del mercado como dentro de uno de los edificios. En el exterior, el mercado no oficial o tianguis continúa en las aceras y las calles entre el mercado y el Zócalo. Este tipo de comercio es ilegal, pero las leyes en su contra se aplican solo de forma intermitente ya que el desempleo es alto y los vendedores ambulantes pagan sobornos a sus dirigentes, que a su vez pagan sobornos a los funcionarios locales. Esto significa que, tanto dentro como fuera del mercado, los atascones de tráfico peatonal son frecuentes, por lo que los empujones son necesarios y socialmente aceptables. El área de mercado también genera alrededor de 450 toneladas de basura al día.

## Historia

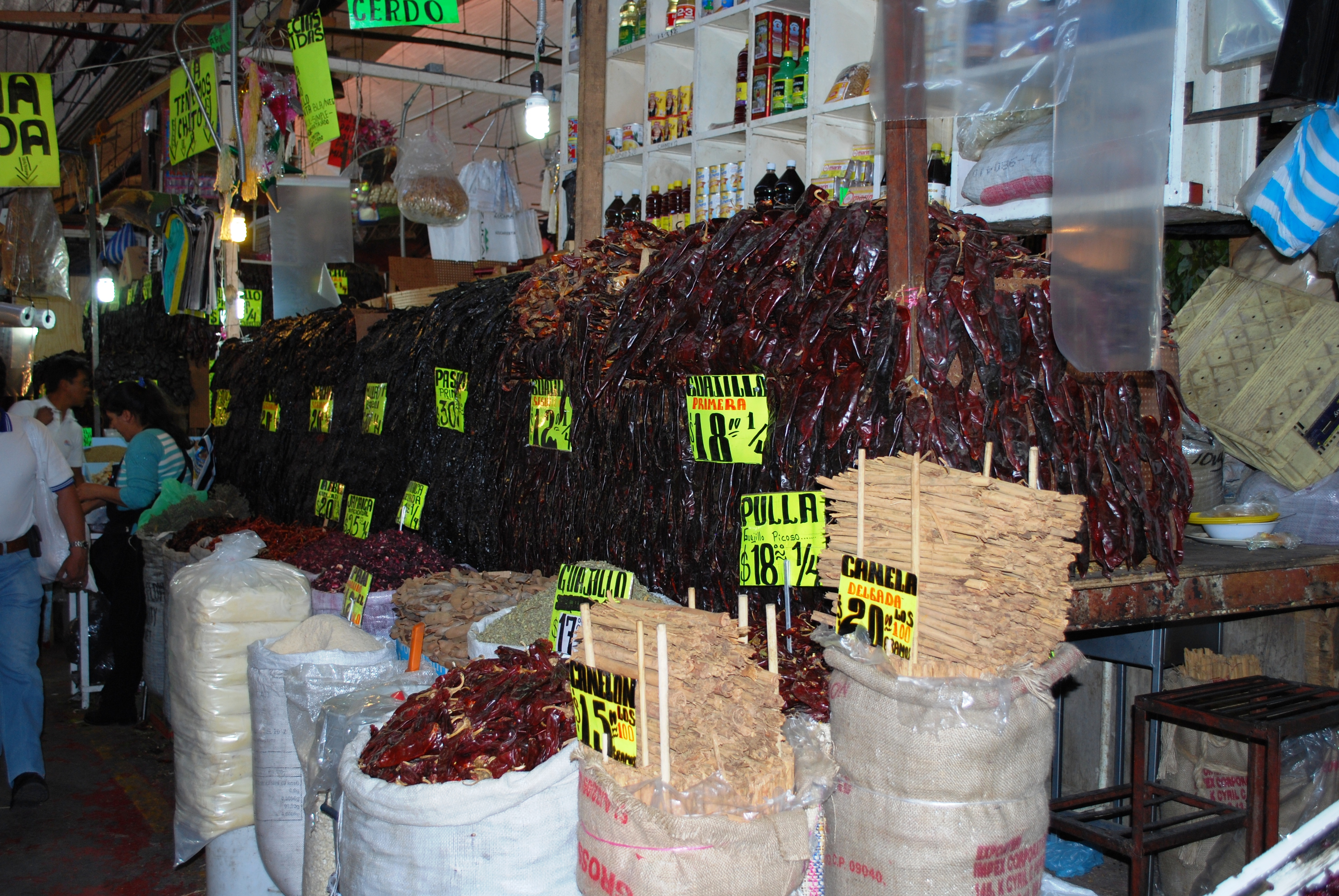
Puesto de venta de chiles secos

El nombre la Merced es sinónimo de comercio en la ciudad. El mercado y el barrio están situados en el extremo oriental de la disposición que adquirió originalmente la Ciudad de México después de la llegada de los españoles. Aquí fueron llegando muchos comerciantes de cerca y de lejos con sus mercancías. El mercado toma su nombre del barrio de la Merced, que a su vez fue nombrado así después de que se estableciera el monasterio de Nuestra Señora de la Merced de la Redención de los Cautivos en 1594, que era llamado coloquialmente el Convento de la Merced. La mayor parte de este monasterio ha desaparecido, queda solo el claustro con decoración plateresca. El barrio es antiguo y tiene historias y leyendas, tales como los susurros de doña Esperanza Goyeneche de García Ruiz, quien murió trágicamente aquí. Otra leyenda narra que un jefe indígena que recibió dinero para ser espía de los españoles y fue descubierto; se dice que se quedó quieto, sin volver a moverse, hasta que murió de tristeza.
A finales del siglo XVIII, casi todo el barrio era un gran mercado, que creció cuando los mercados de la zona del Zócalo fueron desterrados alrededor de la misma época. En el siglo XIX, el famoso Circo Orrín, con el primer payaso mexicano, Ricardo Bell, de Pachuca, Hidalgo, se instalaba regularmente cerca de este mercado.
En la década de 1860, se decidió ubicar al mercado bajo un mismo techo y se construyeron los edificios en los terrenos del antiguo monasterio. En 1863, se construyeron los primeros edificios permanentes. A principios del siglo XX, la Merced fue el principal mercado al mayoreo y menudeo de la Ciudad de México, especialmente de productos alimenticios. Continuó siendo el mercado mayorista de la ciudad durante el período posterior a la Revolución Mexicana hasta aproximadamente la década de 1960. Por ese tiempo se creó la Central de Abasto al sur de la ciudad, para tomar el relevo y modernizar la venta al por mayor de productos alimenticios, especialmente vegetales y carne. La Merced sigue siendo el mayor mercado minorista tradicional de la Ciudad de México para una amplia variedad de productos de uso diario, tales como frutas, verduras, carne, aves de corral, juguetes, ropa, flores, dulces y más.

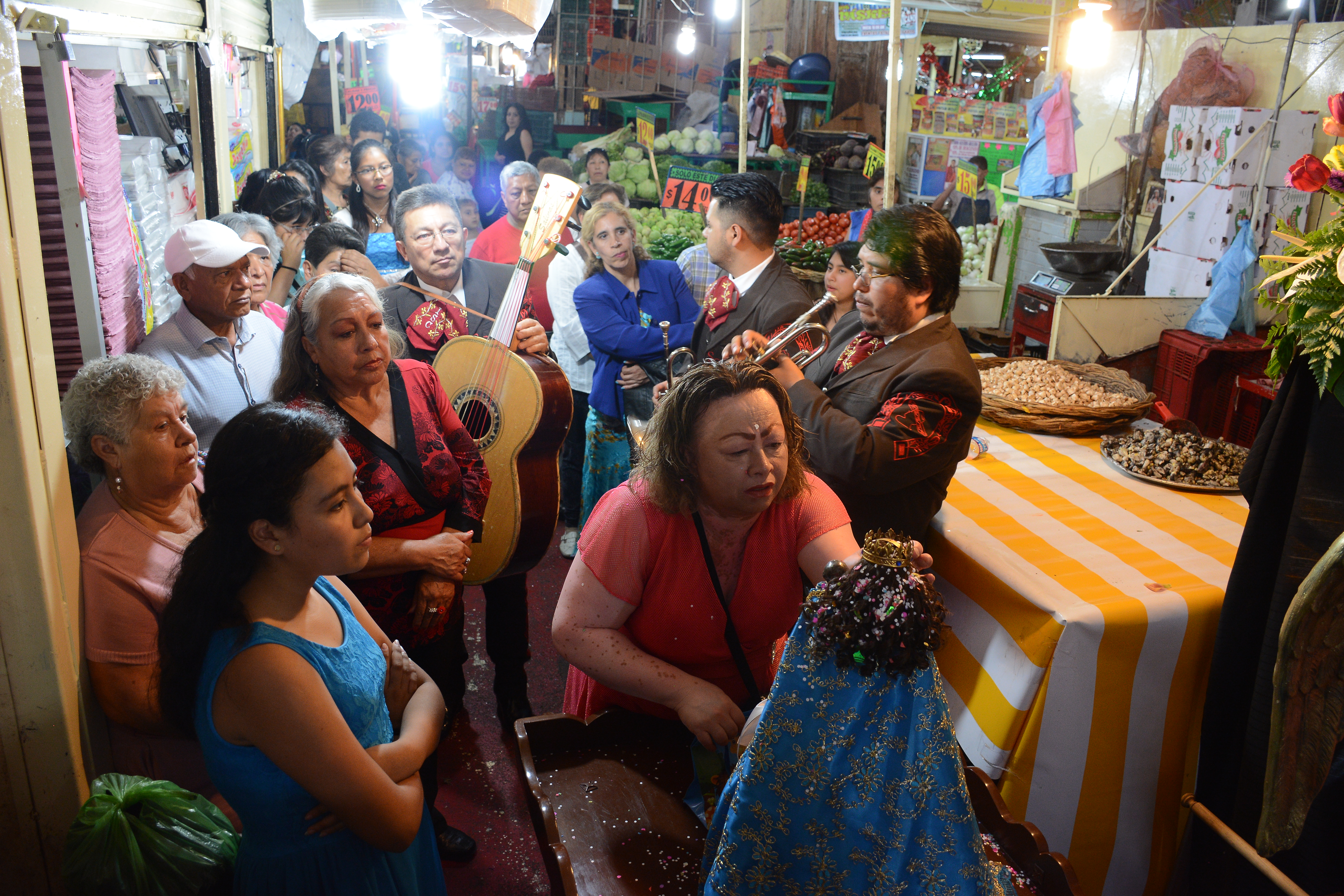
60 aniversario de "La Merced"

En 1988, un puesto que vendía fuegos artificiales explotó en la Merced, y murieron 61 personas. En 1998, un incendio destruyó dos terceras partes de la sala principal del mercado, junto con 572 puestos de venta de zapatos, chiles secos, frutas, vegetales y piñatas en la madrugada del 4 de mayo; no hubo muertos o heridos y se sospechó que la causa fue el cableado defectuoso. Les tomó más de tres horas a más de 100 bomberos controlar el fuego. La madrugada del 27 de febrero de 2013, otro incendio destruyó más de 7,000 metros —alrededor del 70%— de la nave mayor; a pesar de que afectó a 2000 locales, solamente causó daños materiales. Días más tarde los peritos dictaminaron que el incendio se debió a un sobrecalentamiento originado por conexiones eléctricas irregulares. El 25 de enero de 2014, por causas similares, se incendió de nuevo el mercado, esta vez quedaron destruidos alrededor de 400 puestos y 16 personas resultaron intoxicadas. Durante mucho tiempo se ha hablado de una remodelación progresiva, que incluyese una modernización de todos los sistemas e infraestructura del mercado y sus naves correspondientes; sin embargo, por diferencias entre locatarios y gobierno y corruptelas este proyecto ha sido pospuesto una y otra vez. Un caso similar ocurre en el apartado de dulces y artículos de fiestas, que incluso cerró sus dos pasos peatonales subterráneos por las mismas causas. Se ha anunciado un plan a largo plazo que incluye una reorganización de la zona, mejoras en la conectividad urbana, autosuficiencia y otras tareas que servirían para recuperar la sustentabilidad, habitabilidad y mejora de imagen urbana para esta zona de la ciudad.

## Al interior del mercado

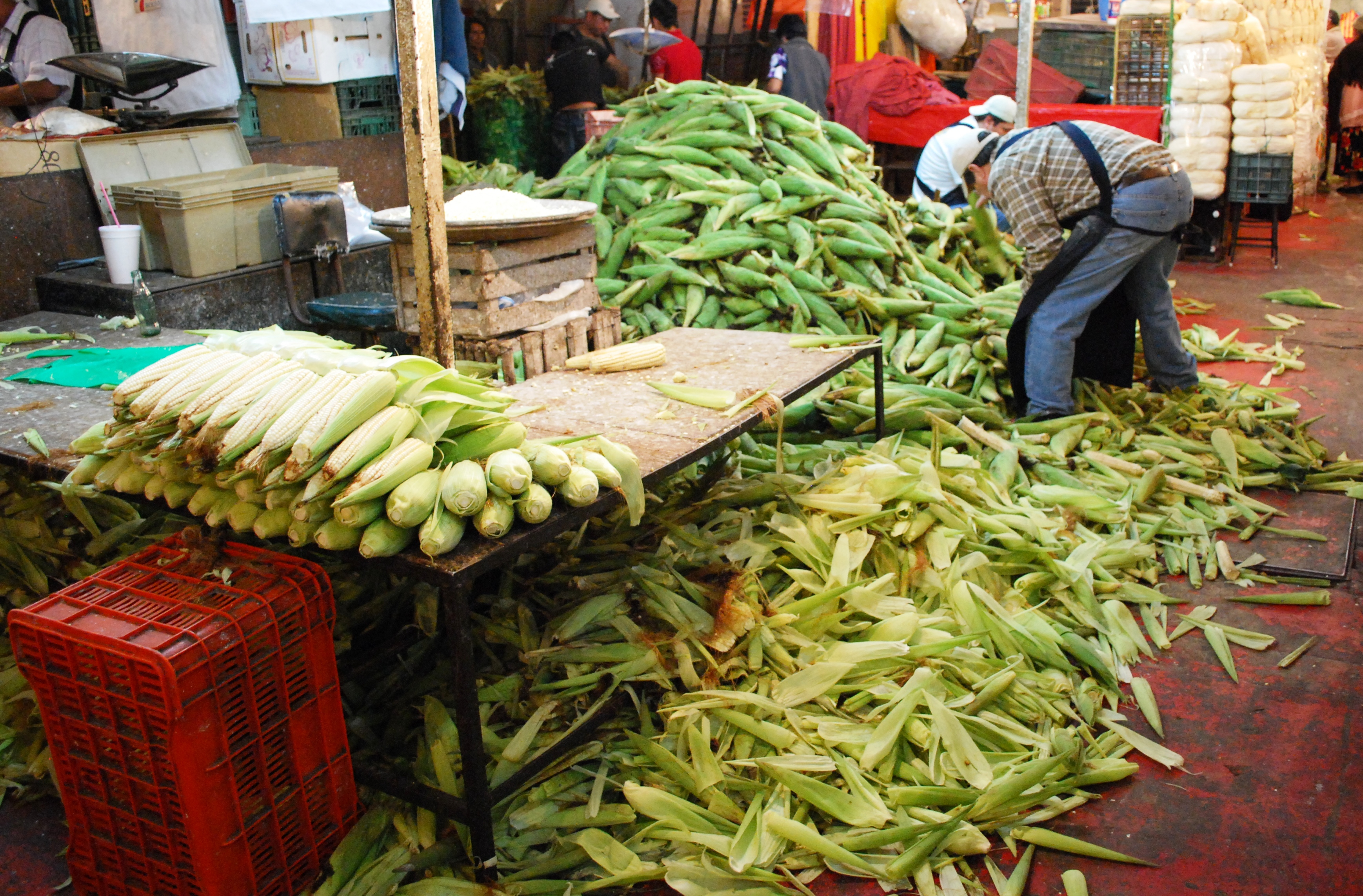
Comerciante clasificando el maíz fresco.

El mayor edificio del complejo se dedica principalmente a la venta de frutas y vegetales. En otros edificios se venden artículos para el hogar, como licuadoras, hojalata, cucharas y artículos de limpieza. Hay un movimiento constante de gente y es costumbre llamar la atención de los clientes potenciales con gritos. El trabajo comienza en la mañana muy temprano y termina por la noche. El mercado está lleno a todas horas con camioneros, vendedores, compradores, carniceros y cocineros.
Los alimentos típicos de México son la columna vertebral de estos mercados que venden especias mexicanas como el epazote, chiles frescos y secos de casi todas las variedades, nopales, pieles de cerdo enteras fritas, maíz y otros artículos poco comunes, tales como setas silvestres. Además de que es uno de los pocos lugares en la ciudad, donde es posible encontrar auténtico queso Oaxaca. Los vendedores pueden ser vistos atando las pilas de hojas de plátano, retirando las espinas de los nopales y vendiendo remedios herbales «secretos».
La Merced, como muchos mercados tradicionales de México, es uno de los lugares favoritos para degustar la clásica comida callejera mexicana, llamada «antojitos». Dos de las especialidades más comunes en este mercado son las quesadillas y las tostadas. Las quesadillas se presentan en una gran variedad de rellenos, junto con el queso (que generalmente es queso Oaxaca), tales como tripas de puerco guisadas, cuero de cerdo en escabeche, huitlacoche (hongo del maíz) y flor de calabaza, entre otros. Las quesadillas que se venden aquí son típicamente alargadas y cocidas en un comal, a menudo de masa de maíz azul. Se bañan con una salsa de chile rojo o verde que se ha mezclado con cebolla y sal hasta formar una pasta aguada. Al igual que las quesadillas, las tostadas se preparan con una amplia variedad de ingredientes y la crujiente tortilla a veces tiene saborizantes inusuales tales como semillas de ajonjolí y chile chipotle.
Situado justo al otro lado de La Merced está el mercado de Sonora o el «mercado de las brujas». Los mexicanos acuden aquí para comprar remedios a base de hierbas, pociones de amor, talismanes y otros bálsamos espirituales. También se comercian animales y plantas en peligro de extinción, por lo que las redadas policiales son una ocurrencia común aquí.

## Incendio del 24 de diciembre de 2019
El 24 de diciembre de 2019, a las 08:52 hrs se informaba de un leve incendio en la zona de Flores. Horas después dos personas murieron electrocutadas al interior del mercado, se trata de un hombre de alrededor de 35 años de edad y una mujer de entre 25 y 30 años de edad. Las autoridades de la Ciudad de México informan que la nave mayor del mercado, será demolida para seguridad de los locatarios y compradores que acuden a diario a este centro de abasto. El grupo Individualistas Tendiendo a lo Salvaje clamó este y otro incendio que tuvo lugar en el mes de diciembre, pero las autoridades no han confirmado esta versión